# Stara Kaletka
Stara Kaletka (dawniej Kaletka, od 1827 r. Alt Kaletka, 1938–1945 Teerwalde) – wieś w Polsce położona w województwie warmińsko-mazurskim, w powiecie olsztyńskim, w gminie Purda, w okolicy wsi Butryny, Nowa Kaletka i Chaberkowo, niedaleko jeziora Gim. W latach 1975–1998 miejscowość administracyjnie należała do województwa olsztyńskiego.
Wieś warmińska, położona na zachód od Butryn, należy do sołectwa Chaberkowo i znajduje się na terenie Nadleśnictwa Nowe Ramuki. Wieś położona pośród lasów z kilkoma pomnikami przyrody na terenie leśnictwa Lalka. Znajduje się tu turystyczna trasa piesza i rowerowa, wiodąca brzegiem Jeziora Łańskiego.

## Historia
Wieś powstała jako osada smolarzy w lasach należących do kapituły warmińskiej, nad Jeziorem Łańskim. Pierwsza wzmianka o Kaletce pochodzi z 1658 r., kolejna z 1673 r. Na mapie komornictwa olsztyńskiego z 1710 r. zapisana pod polska nazwa Kaletka. W tym czasie we wsi była smolarnia. Po 1772 r. nie wspomina się o smolarni, natomiast wymieniany jest kołodziej (Mogliński) i krawiec (Prass). Czynsz za użytkowanie terenów leśnych płaciło w tym czasie 18 osób, czynsz łąkowy – trzy osoby, za dzierżawę pól – 10 osób, za grunt i ogrody – 9 osób. Niektóre nazwiska wymieniane są przy więcej niż jednym rodzaju czynszu. Dane wskazują, że w tym czasie głównym zajęciem mieszkańców były prace związane z lasem i tylko w niewielkim stopniu ludność utrzymywała się z rolnictwa. W 1820 r. w Kaletce była królewska huta szkła (podobnie jak w pobliskim Jełguniu). W tym czasie we wsi było 37 domów z 151 mieszkańcami. W 1821 r. Kaletkę określano jako "wieś królewską i hutę szkła". W 1827 r. z Kaletki wydzielono jako osobną miejscowość Nową Kaletkę, a dawna wieś Kaletka zyskała nową nazwę Stara Kaletka. W 1835 r., było 38 domów i 191 mieszkańców, była też huta szkła. We wsi istniała szkoła, w której w pierwszej połowie XIX w. uczono tylko po polsku. W 1843 r. w Starej Kaletce mieszkali dziadkowie znanego poety warmińskiego Michała Lengowskiego.
W 1928 r. w Starej Kaletce mieszkało 272 osób. W 1935 r. mieszkało we wsi 259 katolików (parafia w Butrynach), z których 101 deklarowało język polski jako macierzysty polszczyznę, a 149 polski i niemiecki. W 1938 r. ówczesne władze niemieckie, w ramach akcji germanizacyjnej, zmieniły urzędową nazwę wsi na Teerwalde.
W 2013 r. we wsi mieszkało 60 osób.

## Zabytki
- W centrum wsi znajduje się zabytkowa XIX-wieczna kapliczka z dzwonem, który zgodnie z tradycją dzwoni tylko w przypadku śmierci któregoś z mieszkańców.
- We wsi znajduje się także zabytkowy, dębowy krzyż z przełomu XIX i XX wieku.
- Dawna szkoła.
- Drewniane chałupy warmińskie.